# Guido Fantoni
Guido Fantoni (Bolonia, Italia, 4 de febrero de 1919-28 de diciembre de 1974) fue un deportista italiano especialista en lucha grecorromana donde llegó a ser medallista de bronce olímpico en Londres 1948.

## Carrera deportiva
En los Juegos Olímpicos de 1948 celebrados en Londres ganó la medalla de bronce en lucha grecorromana estilo peso pesado, tras el turco Ahmet Kireççi (oro) y el sueco Tor Nilsson (plata).